# Pyura sansibarica
Pyura sansibarica är en sjöpungsart som beskrevs av Wilhelm Michaelsen. Pyura sansibarica ingår i släktet Pyura och familjen lädermantlade sjöpungar. Inga underarter finns listade i Catalogue of Life.